# Ferrari Dino 246F1
Der Ferrari Dino 246F1, auch Ferrari 246 F1, war zwischen 1958 und 1960 der wichtigste Einsatzwagen der Scuderia Ferrari in der Formel 1. Der Brite Mike Hawthorn wurde im Dino 246F1 1958 Weltmeister der Formel 1.

## Begriffsklärung
Da die Dino 246F1 unterschiedliche Motorisierungen hatten, erscheinen die Fahrzeuge in einigen Publikationen mit abweichender Typenbezeichnung. So wird der Dino in der Automobil-Weltmeisterschaft 1959 in manchen Statistiken als Dino 256F1 bezeichnet. Auch ein Dino 266F1, als Variante für 1960, wird vermerkt. In den Startlisten der FIA wird das Fahrzeug aber nur als Dino 246 geführt. Auf eine Aufsplittung der Typen analog zu Ferrari 275F1, Ferrari 340F1 und Ferrari 375F1, die in ihrer Typisierung so auch in den Startlisten stehen, wurde hier daher verzichtet. 

## Fahrzeugentwicklung
Schon 1957 plante Ferrari den Dino 156F2 für die Formel 1 herzurichten. Da dieser Dino aber ein Formel-2-Fahrzeug war, musste Alberto Massimino doch ein neues Auto konstruieren. Er griff dabei aber auf das Fahrwerk und die Technik des Dino 156F2 zurück. Der Formel-1-Dino hatte einen Gitterrohrrahmen wie der Formel-2-Wagen und war ein zweckmäßiger und einfach zu wartender Rennwagen. Der V6-Motor wurde auf 2417 cm³ aufgebohrt und leistete 1958 ca. 280 PS (206 kW).
1959 wurde die Karosserie verbessert und verfeinert und das Fahrzeug wurde insgesamt eleganter. Scheibenbremsen an allen vier Rädern wurden zum Standard. Schon 1958 hatte Mike Hawthorn den Einsatz dieser Bremsen gefordert. Der Hubraum des Motors wurde auf 2475 cm³ erhöht und er leistete damit 290 PS (213 kW). Die De-Dion-Achse, die aus dem 156F2 stammte, wurde durch Doppelquerlenker mit Schraubenfedern ersetzt.
1960 bekamen die Einsatzwagen Einzelradaufhängung an allen vier Rädern. Der Motor wurde so weit wie möglich nach hinten Richtung Fahrzeugschwerpunkt verlagert, um dem Rennwagen bessere Fahreigenschaften zu verleihen. Die Tanks wurden an die Seite verlegt. Damit wurde das alte Konzept von Vittorio Jano wieder aufgegriffen, der diese Variante schon im Lancia D50 angewandt hatte.
Der Ferrari Dino 246P war der erste Ferrari mit Mittelmotor. Mit Rohrrahmen und einzeln aufgehängten Rädern ähnelte er dem 246, hatte aber den Motor hinter dem Fahrer vor der Hinterachse. Der Wagen blieb ein Einzelstück und war der erste Versuch Ferraris vom Frontmotor wegzukommen. Ihm folgte der Ferrari 156, der ab 1961 in der Formel 1 zum Einsatz kam. Der Dino 246P wurde nur einmal bei einem Weltmeisterschaftslauf eingesetzt. Beim Großen Preis von Monaco 1960 erreichte Richie Ginther damit den sechsten Rang.

## Rennhistorie

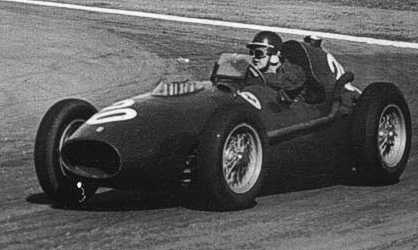
Mike Hawthorn im Dino 246F1 beim Großen Preis von Argentinien 1958. Hier die „frühe“ Version mit hohem Heck und oben verlegter Auspuffanlage.

Der Dino 246F1 gab sein Renndebüt beim Großen Preis von Argentinien 1958. Die Scuderia hatte mit den beiden Briten Mike Hawthorn und Peter Collins, die abseits der Rennpisten eine enge Freundschaft verband, und dem Italiener Luigi Musso drei der besten Fahrer ihrer Zeit unter Vertrag. Musso und Hawthorn mussten sich in Buenos Aires nur Stirling Moss im kleinen Cooper T43 geschlagen geben. Den ersten Sieg mit dem Dino feierte Hawthorn beim Großen Preis von Frankreich in Reims. Der Sieg war aber vom tödlichen Unfall Luigi Mussos überschattet, der in der zehnten Runde von der Strecke abkam. Wie knapp Sieg und Katastrophe nebeneinander liegen, erfuhr die Scuderia nur wenige Wochen später erneut. Peter Collins, der am 19. Juli den Großen Preis von Großbritannien in Silverstone gewonnen hatte, verunglückte nur zwei Wochen später beim Großen Preis von Deutschland auf dem Nürburgring tödlich.
Mike Hawthorn wurde mit nur einem Saisonsieg, aber vielen guten Platzierungen mit dem Dino 246F1 Weltmeister der Fahrer und trat Ende der Saison vom aktiven Rennsport zurück. Als er wenige Wochen später bei einem Autounfall starb, war mit ihm der dritte der drei Dino-Piloten innerhalb eines halben Jahres zu Tode gekommen.
1959 kam mit Tony Brooks wieder ein Brite ins Team. Seine beiden Siege in Frankreich und auf dem Nürburgring konnten aber nicht verdecken, dass die Ära der Frontmotor-Boliden zu Ende ging. Die Weltmeisterschaften wurden an Cooper verloren.
Was sich 1959 schon abzeichnete, wurde 1960 deutlich. Das Konzept der Dino 246F1 war veraltet. Gegen die britische Konkurrenz von Cooper und Lotus waren die Italiener mit dem zwar leistungsstarken, aber schweren Dino chancenlos. Nur beim Großen Preis von Italien in Monza konnte die Scuderia noch einmal über einen Sieg bei einem Weltmeisterschaftslauf jubeln. Phil Hill führte einen Dreifachsieg an (Zweiter wurde Richie Ginther, Dritter Willy Mairesse), der allerdings nur möglich wurde, weil die britischen Teams auf eine Teilnahme verzichteten. Die Veranstalter hatten darauf bestanden, die Streckenabschnitte mit den Steilkurven zu befahren, woraufhin die britischen Teams ihre Teilnahme aus Sicherheitsgründen absagten.
Ein Exemplar des Dino 246F1 ist im Museo Nazionale dell’Automobile in Turin ausgestellt.

## Galerie

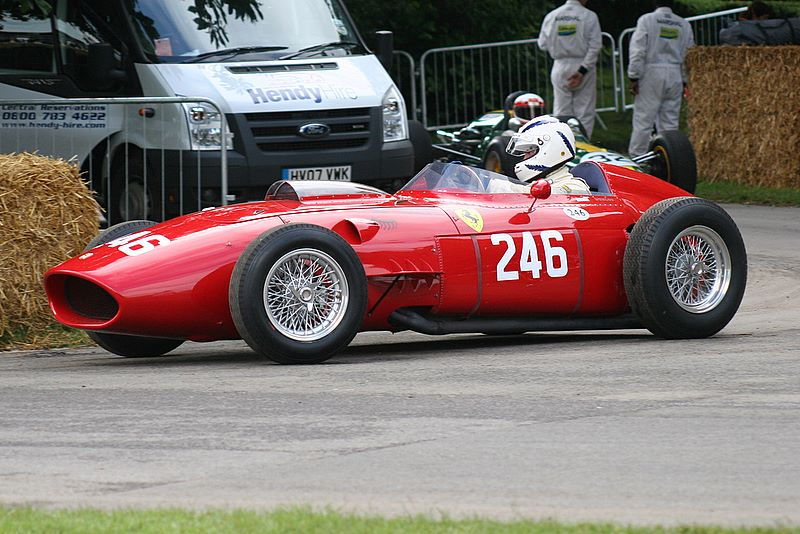
Ferrari Dino 246F1. „Späte“ Version mit tiefem Auspuff und niedrigerem Heck
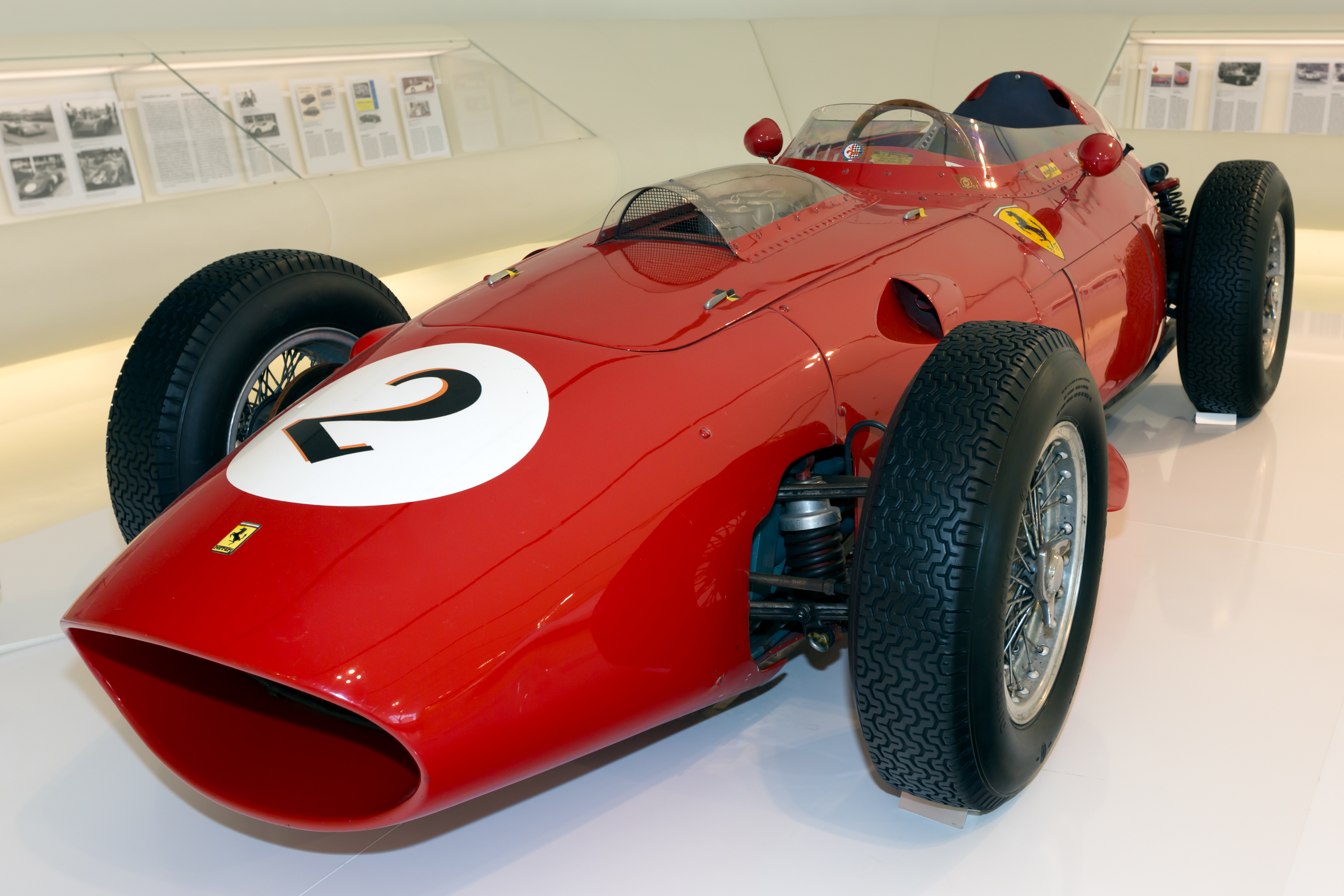
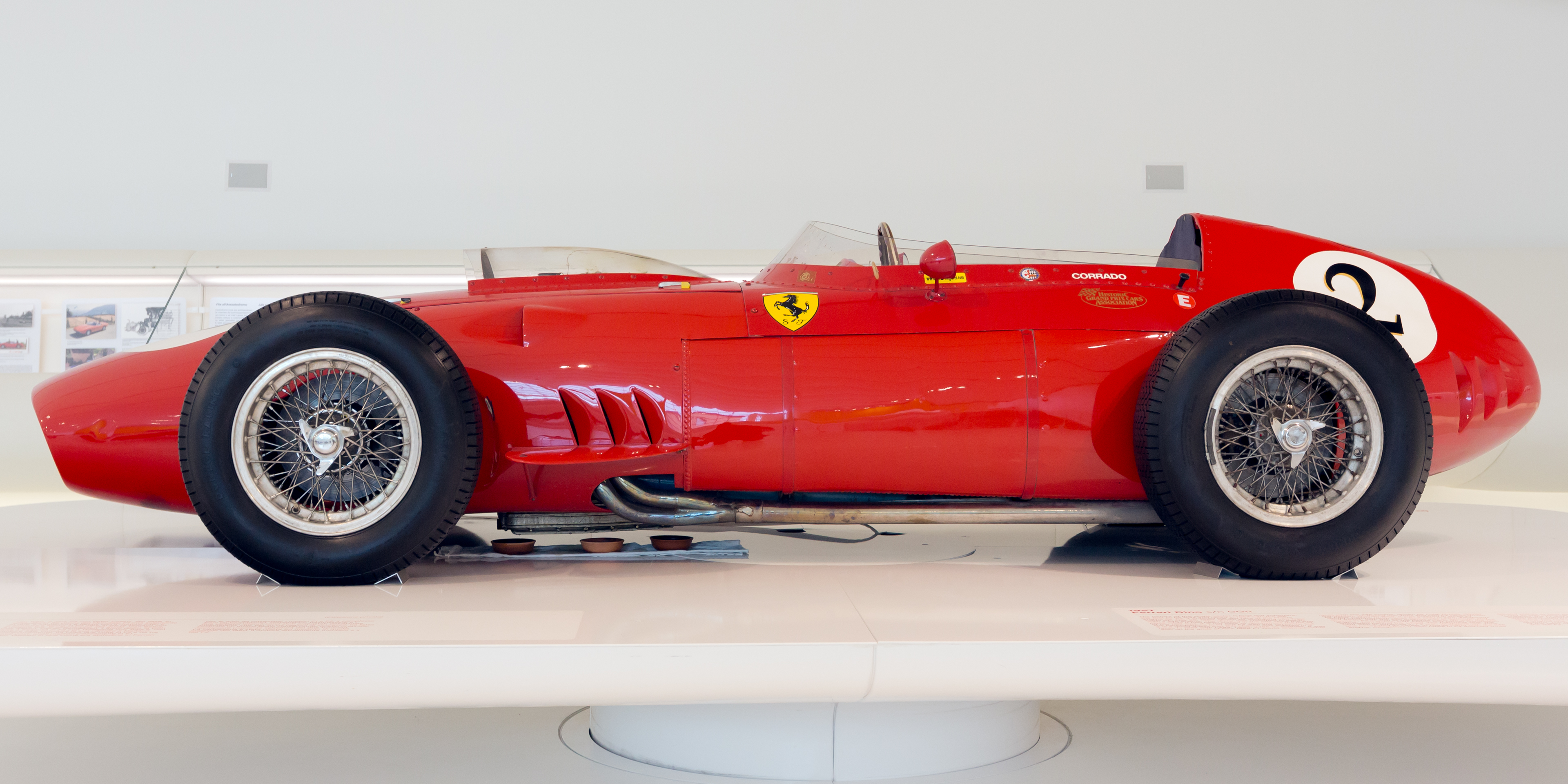
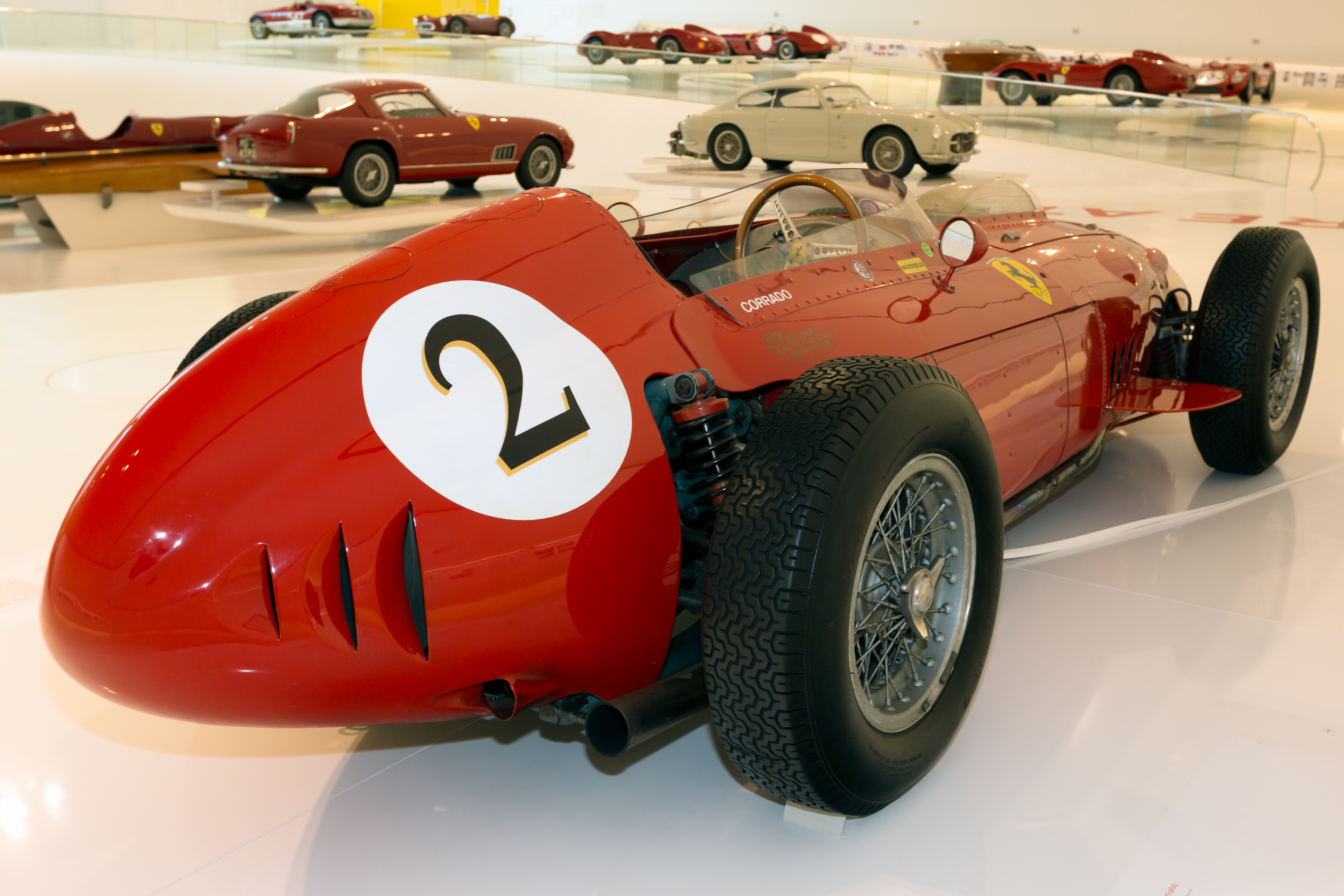
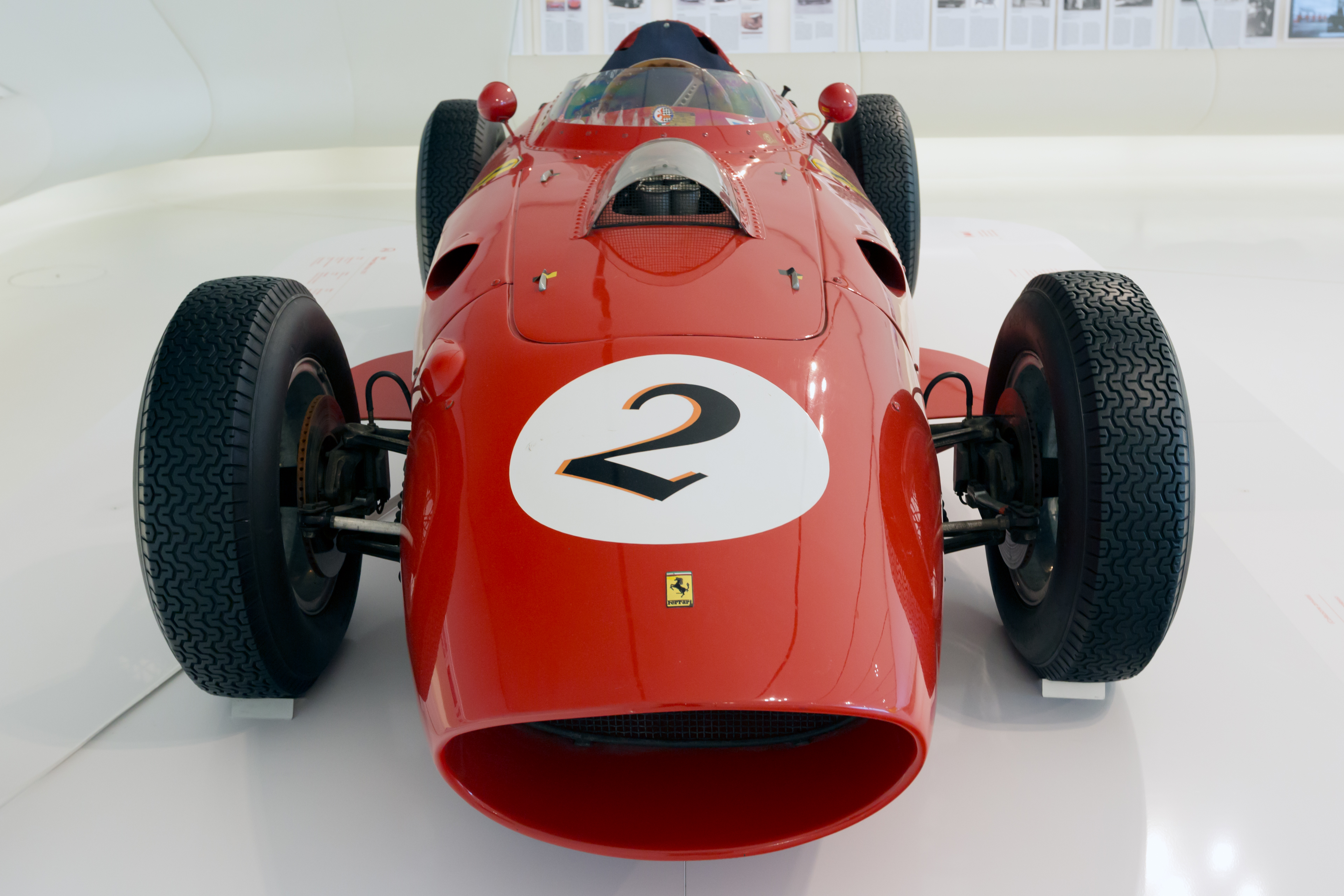

## Technische Unterschiede 246 F1 und 256 F1
Die wenigen Unterschiede zwischen den beiden Typen sind anhand unten stehender Tabelle ersichtlich. Zusätzlich gab es gewisse Unterschiede in der Linienführung der Auspuffanlagen und der Ausgestaltung der Heckpartie. Auch die Frontpartie mit den Lufteinlässen für die Kühler wurde überarbeitet.
|          |                             | Ferrari 246 F1                                                                                                 | Ferrari 256 F1                                                                                                 |
| -------- | --------------------------- | --- | --- |
| MOTOR    | Typ                         | Frontmotor, längs eingebaut, 65° V6                                                                            | Frontmotor, längs eingebaut, 65° V6                                                                            |
| MOTOR    | Bohrung / Hub               | 85 × 71 mm | 86 × 71 mm |
| MOTOR    | Hubraum (pro Zylinder)      | 403 cm³ | 413 cm³ |
| MOTOR    | Hubraum (gesamt)            | 2417 cm³ | 2475 cm³ |
| MOTOR    | Kompression                 | 9.8 : 1 | 9.8 : 1 |
| MOTOR    | Maximale Leistung           | 206 kW (280 PS) bei 8500/min                                                                                   | 217 kW (295 PS) bei 8600/min                                                                                   |
| MOTOR    | Leistung pro Liter          | 116 PS/l | 119 PS/l |
| MOTOR    | Ventiltrieb                 | zwei obenliegende Nockenwellen pro Bank, zwei Ventile pro Zylinder                                             | zwei obenliegende Nockenwellen pro Bank, zwei Ventile pro Zylinder                                             |
| MOTOR    | Benzinversorgung            | Drei Weber 42 DCN Vergaser                                                                                     | Drei Weber 42 DCN Vergaser                                                                                     |
| MOTOR    | Schmierung                  | Trockensumpf                                                                                                   | Trockensumpf                                                                                                   |
| FAHRWERK | Kupplung                    | Mehrscheibenkupplung                                                                                           | Mehrscheibenkupplung                                                                                           |
| FAHRWERK | Rahmen                      | Gitterrohrrahmen                                                                                               | Gitterrohrrahmen                                                                                               |
| FAHRWERK | Aufhängung vorn             | je zwei Querlenker ungleicher Länge, Schraubenfedern, hydraulische Stoßdämpfer, Stabilisator, Schneckenlenkung | je zwei Querlenker ungleicher Länge, Schraubenfedern, hydraulische Stoßdämpfer, Stabilisator, Schneckenlenkung |
| FAHRWERK | Aufhängung hinten           | de-Dion-Achse, vier Längslenker, obere Querblattfeder, hydraulische Houdaille-Stoßdämpfer                      | de-Dion-Achse, vier Längslenker, Schraubenfedern, Teleskopstoßdämpfer                                          |
| FAHRWERK | Bremsen                     | Trommel | Scheiben |
| FAHRWERK | Kraftübertragung            | 4 Gänge + Rückwärtsgang                                                                                        | 5 Gänge + Rückwärtsgang                                                                                        |
| FAHRWERK | Lenkung                     | Wurm und Sektor                                                                                                | Zahnstange und Ritzel                                                                                          |
| FAHRWERK | Tank (Fassungsvermögen)     | 160 Liter | 167 Liter |
| FAHRWERK | Gewicht (Mit Flüssigkeiten) | 560 kg | 560 kg |
| FAHRWERK | Reifen Vorne                | 5.50 × 15 | 5.50 × 16 |
| FAHRWERK | Reifen Hinten               | 6.50 × 15 | 7.00 × 16 |

## Statistik

### Ergebnisse in der Automobil-Weltmeisterschaft
| Saison | Fahrer                | ARG | MON | NED | IND | BEL | FRA | GBR | GER | POR   | ITA | MAR | Punkte  | WCC |
| ------ | --------------------- | --- | --- | --- | --- | --- | --- | --- | --- | ----- | --- | --- | ------- | --- |
| 1958   | Mike Hawthorn         | 3   | DNF | 5   |     | 2   | 1   | 2   | DNF | 2     | 2   | 2   | 40 (57) | 2.  |
| 1958   | Peter Collins         | DNF | 3   | DNF |     | DNF | 5   | 1   | DNF |       |     |     | 40 (57) | 2.  |
| 1958   | Luigi Musso           | 2   | 2   | 7   |     | DNF | DNF |     |     |       |     |     | 40 (57) | 2.  |
| 1958   | Phil Hill             |     |     |     |     |     | 7   |     | 9   |       | 3   | 3   | 40 (57) | 2.  |
| 1958   | Wolfgang von Trips    |     | DNF |     |     |     | 3   | DNF | 4   | 5     | DNF |     | 40 (57) | 2.  |
| 1958   | Olivier Gendebien     |     |     |     |     | 6   |     |     |     |       | DNF | DNF | 40 (57) | 2.  |
| 1959   |                       | MON | IND | NED | FRA | GBR | GER | POR | ITA | USA   |     |     |         |     |
| 1959   | Tony Brooks           | 2   |     | DNF | 1   | DNF | 1   | 9   | DNF | 3     |     |     | 32 (38) | 2.  |
| 1959   | Phil Hill             | 4   |     | 6   | 2   |     | 3   | DNF | 2   | DNF   |     |     | 32 (38) | 2.  |
| 1959   | Dan Gurney            |     |     |     | DNF |     | 2   | 3   | 4   |       |     |     | 32 (38) | 2.  |
| 1959   | Olivier Gendebien     |     |     |     | 4   |     |     |     | 6   |       |     |     | 32 (38) | 2.  |
| 1959   | Cliff Allison         | DNF |     | 9   |     |     | DNF |     | 5   | DNF   |     |     | 32 (38) | 2.  |
| 1959   | Jean Behra            | DNF |     | 5   | DNF |     |     |     |     |       |     |     | 32 (38) | 2.  |
| 1959   | Wolfgang von Trips    |     |     |     |     |     |     |     |     | 6     |     |     | 32 (38) | 2.  |
| 1960   |                       | ARG | MON | IND | OLA | BEL | FRA | GBR | POR | ITA   | USA |     |         |     |
| 1960   | Phil Hill             | 8   | 3   |     | DNF | 4   | 12  | 7   | DNF | 1     |     |     | 26 (27) | 3.  |
| 1960   | Wolfgang von Trips    | 5   | 8   |     | 5   | DNF | 11  | 6   | 4   | [ 5 ] |     |     | 26 (27) | 3.  |
| 1960   | Richie Ginther        |     | 6   |     | 6   |     | DNF |     |     | 2     |     |     | 26 (27) | 3.  |
| 1960   | Cliff Allison         | 2   | DNQ |     |     |     |     |     |     |       |     |     | 26 (27) | 3.  |
| 1960   | Willy Mairesse        |     |     |     |     | DNF | DNF |     |     | 3     |     |     | 26 (27) | 3.  |
| 1960   | José Froilán González | 10  |     |     |     |     |     |     |     |       |     |     | 26 (27) | 3.  |

| Legende  | Legende            | Legende                                                          |
| Farbe    | Abkürzung          | Bedeutung                                                        |
| -------- | ------------------ | ---------------------------------------------------------------- |
| Gold     | –                  | Sieg                                                             |
| Silber   | –                  | 2. Platz                                                         |
| Bronze   | –                  | 3. Platz                                                         |
| Grün     | –                  | Platzierung in den Punkten                                       |
| Blau     | –                  | Klassifiziert außerhalb der Punkteränge                          |
| Violett  | DNF                | Rennen nicht beendet (did not finish)                            |
| Violett  | NC                 | nicht klassifiziert (not classified)                             |
| Rot      | DNQ                | nicht qualifiziert (did not qualify)                             |
| Rot      | DNPQ               | in Vorqualifikation gescheitert (did not pre-qualify)            |
| Schwarz  | DSQ                | disqualifiziert (disqualified)                                   |
| Weiß     | DNS                | nicht am Start (did not start)                                   |
| Weiß     | WD                 | zurückgezogen (withdrawn)                                        |
| Hellblau | PO                 | nur am Training teilgenommen (practiced only)                    |
| Hellblau | TD                 | Freitags-Testfahrer (test driver)                                |
| ohne     | DNP                | nicht am Training teilgenommen (did not practice)                |
| ohne     | INJ                | verletzt oder krank (injured)                                    |
| ohne     | EX                 | ausgeschlossen (excluded)                                        |
| ohne     | DNA                | nicht erschienen (did not arrive)                                |
| ohne     | C                  | Rennen abgesagt (cancelled)                                      |
| ohne     | keine WM-Teilnahme |                                                                  |
| sonstige | P/fett             | Pole-Position                                                    |
| sonstige | 1/2/3/4/5/6/7/8    | Punktplatzierung im Sprint-/Qualifikationsrennen                 |
| sonstige | SR/kursiv          | Schnellste Rennrunde                                             |
| sonstige | *                  | nicht im Ziel, aufgrund der zurückgelegten Distanz aber gewertet |
| sonstige | ()                 | Streichresultate                                                 |
| sonstige | unterstrichen      | Führender in der Gesamtwertung                                   |